# امانوئل واسور
امانوئل واسور (انگلیسی: Emmanuel Vasseur؛ زادهٔ ۳ سپتامبر ۱۹۷۶) بازیکن فوتبال اهل فرانسه است.
از باشگاه‌هایی که در آن بازی کرده‌است می‌توان به باشگاه فوتبال لیتون اورینت اشاره کرد.